# NGC 3523
NGC 3523 is een spiraalvormig sterrenstelsel in het sterrenbeeld Draak. Het hemelobject werd op 2 april 1801 ontdekt door de Duits-Britse astronoom William Herschel.

## Synoniemen
- UGC 6105
- MCG 13-8-53
- ZWG 351.54
- IRAS10594+7523
- PGC 33367